# دياندر كير
دياندر كير هو لاعب كرة قدم كندي في مركز الهجوم، ولد في 29 نوفمبر 2002 في أجاكس في كندا.

## وصلات خارجية
- دياندر كير على موقع الدوري الأمريكي (الإنجليزية)
- دياندر كير على موقع قاعدة بيانات كرة القدم.إي يو (الإنجليزية)
- دياندر كير على موقع Soccerway.com (الإنجليزية)